# Вельяминовский форт

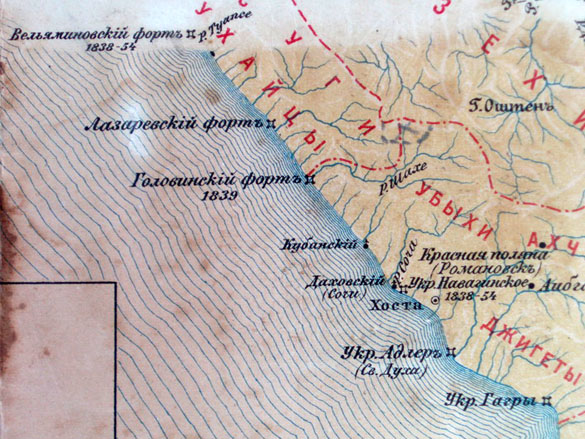
Карта укреплений в составе Черноморской береговой укрепленной линии

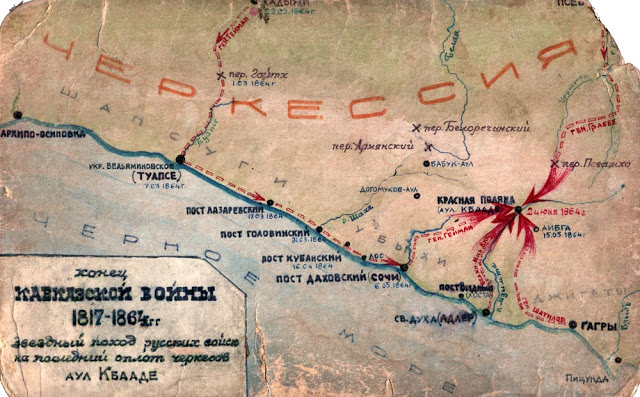
Карта окончания Кавказской войны 1864 года (на карте обозначен «Пост Вельяминовский»)

Вельяминовский форт (рус. дореф. Вельяминовскій фортъ) — опорный пункт (укрепление, форт) построенный в 1838 году в ходе Кавказской войны на восточном побережье Чёрного моря, у устья реки Туапсе, и входившее в состав береговой укрепленной линии, для воспрепятствования сношениям горцев с турками, особенно — торговле рабами и оружием. 
Укрепление было возведено в 150 метрах от берега моря на возвышенности, именуемой Крепостная горка (до 1896 года), Церковная горка (до 1945 года), Пионерская горка (до 1967 года), в настоящее время Горка Героев в городе Туапсе.

## История
В мае 1838 года был осуществлён десант российских войск в устье реки Туапсе под прикрытием Черноморского флота, в десанте участвовало около 3500 человек личного состава, руководство военной операцией осуществляли генерал Н. Н. Раевский и адмирал М. П. Лазарев. Черкесы знали о десанте и очень активно готовились, стянув на берег значительные силы и круглосуточно дежуря на берегу. Черкесов пришлось отбрасывать аж вглубь ущелья реки Паук — столь яростно они сопротивлялись. В итоге, в устье реки Туапсе в короткие сроки было выстроено Укрепление Вельяминовское (в честь скончавшегося незадолго до этого генерала А. А. Вельяминова).
Форт представлял неправильный 5-угольник, образованный 3-мя палисадными капонирными фронтами, одним бастионным и одним «фронтом с тамбуром». Имелось четыре оборонные казармы. Земляного бруствера не было. Сплошные палисады высотой 10 футов имели впереди ров, глубиной 8, шириной 24 фута; земля пошла на гласисы, высотой 4 фута; кроме того, вокруг форта были возведены: каменная башня и 4 блокгауза. Ориентировочно гарнизон, не считая артиллеристов, 567 человек.
29 февраля 1840 года укрепление было разрушено черкесами, а его небольшой гарнизон (около 300 человек) частью взят в плен, а частью перебит. В письме от 27 марта 1840 года А. С. Меньшикову о захвате горцами форта Вельяминовского М. П. Лазарев сообщает:

«… при овладении черкесами форта Вельяминовского Навагинская гренадерская рота, за несколько дней в оное высаженная для подкрепления гарнизона, защищалась до последней крайности и вся легла на месте, исключая только 15 человек. При этом деле сборище черкес было, как говорят, до 7 тысяч, которые, несмотря на то, что 700 из них было убито и очень много раненых, превосходным числом взяли, наконец, верх и укреплением овладели».
10 мая этого же года высадкой нового десанта генерал Н. Н. Раевский вновь занял Вельяминовское укрепление. Найденные в форте останки 141 человека из бывшего гарнизона были торжественно захоронены, укрепление восстановили, а пленных выкупили. Укрепление перестроили с применением крымского ракушечника с одновременным усилением гарнизона до 900 человек.
Инженер-полковником К. Ф. Постельсом был срочно составлен новый проект укрепления Вельяминовского. С транспортных судов сгрузили новую крепостную артиллерию, заранее заготовленные строения и палисад, полугодичный запас продовольствия для одной тысячи человек гарнизона и на 7 тысяч человек десантных войск на период строительства крепости (на 2,5 месяца). В устье Туапсе были оставлены три батальона Прагского полка, 3-й пеший казачий полк, команда саперов и крепостная артиллерия под командой генерал-майора Осипова; остальные войска 21 мая отплыли с эскадрой для высадки десанта на Псезуапсе для восстановления форта Лазарева.
Лейтенант Н. Н. Сущев в своей записке об укреплениях Черноморской береговой линии оставил следующее описание вновь отстроенного Вельяминовского укрепления (по состоянию на 1847 год):

"… Новое прекрасное укрепление воздвигнуто на том же месте. Башни и блокгаузы обстреливают его и отстоят от вала на ружейный выстрел. 18 орудий защищают самое укрепление, кроме того, в каждой башне находится по два, а в блокгаузе по одному орудию. Гарнизон состоит из 800 человек линейных батальонов, девяноста артиллеристов и 18 казаков. Здесь сохраняются запасы артиллерийские для всех укреплений второго отделения, лежащих ниже Туапсе.
Во время Крымской войны в 1854 году Вельяминовский форт, как и другие военные укрепления Черноморской береговой линии, был оставлен, укрепление сожгли. В это время черкесы вновь занимают устье Туапсе и Паука, здесь появляется большая турецкая база, для снабжения их оружием и провиантом. Такая ситуация была совершенно нетерпимой для Российской империи и после Крымской войны, в 1859 году, морской десант майора Ф. С. Левашёва разгромил турецкую базу, после чего крупных военных построек здесь более не возникало.
На руинах укрепления в 1864 году отряд генерала В. А. Геймана выстроил пост Вельяминовский через которой проходила в этом году наиболее активная эвакуация черкесских мухаджиров (переселенцев), преимущественно абадзехов и шапсугов, направлявшихся в Османскую империю. Только в 1870 году вокруг поста возник поселок из казачьих, русских и украинских поселенцев, а позже греков и армян из Османской империи, превратившийся впоследствии в город Туапсе.